# Drepanorhynchus
Drepanorhynchus is een geslacht van zangvogels uit de familie honingzuigers (Nectariniidae).

## Soorten
Deze soort wordt ook vaak beschreven als soort van het geslacht Nectarinia, maar hier in een apart genus.
- Drepanorhynchus reichenowi – Goudvleugelhoningzuiger